# Philip Adolphe Klier

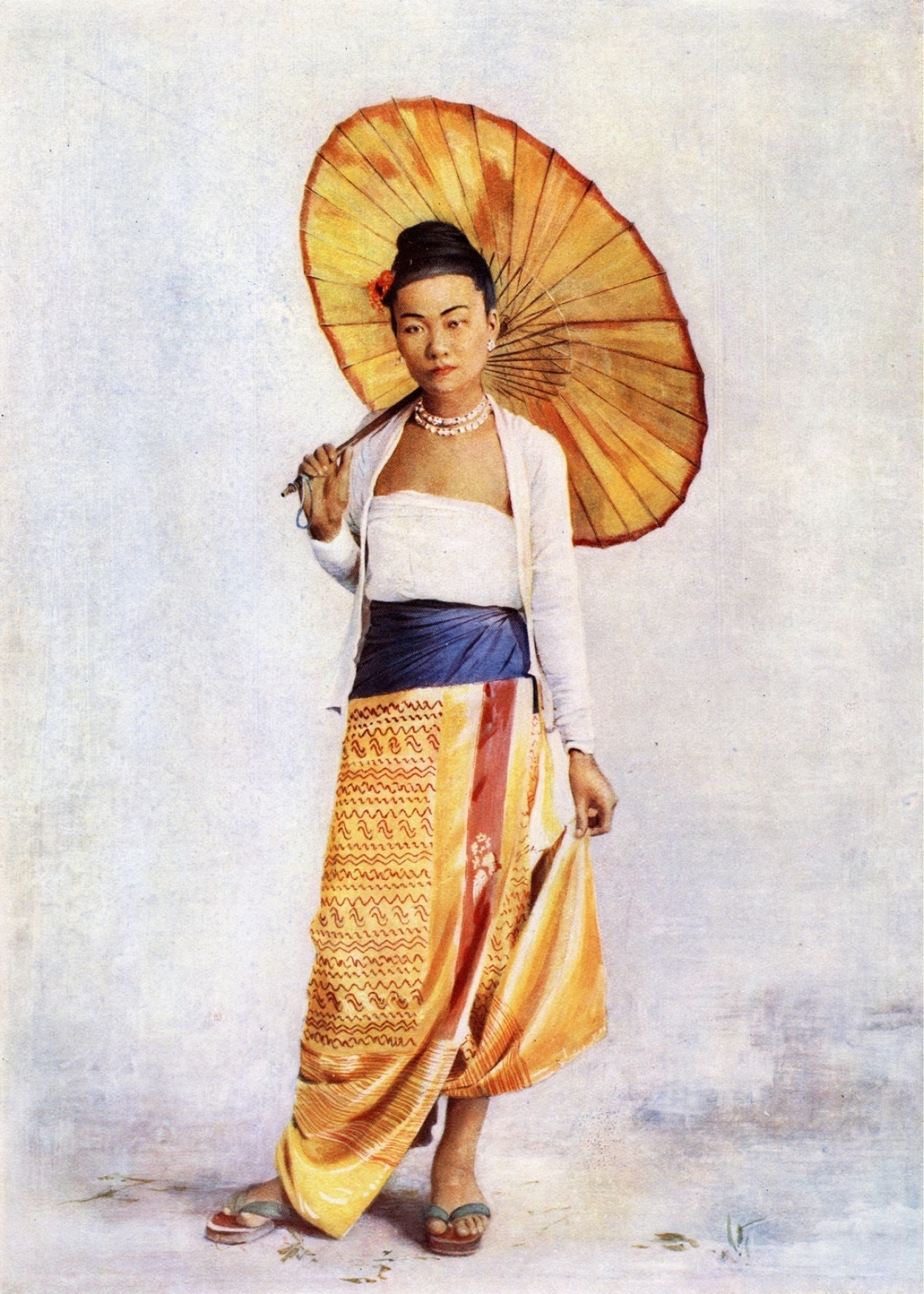
Barmská dáma, ručně kolorovaná pohlednice

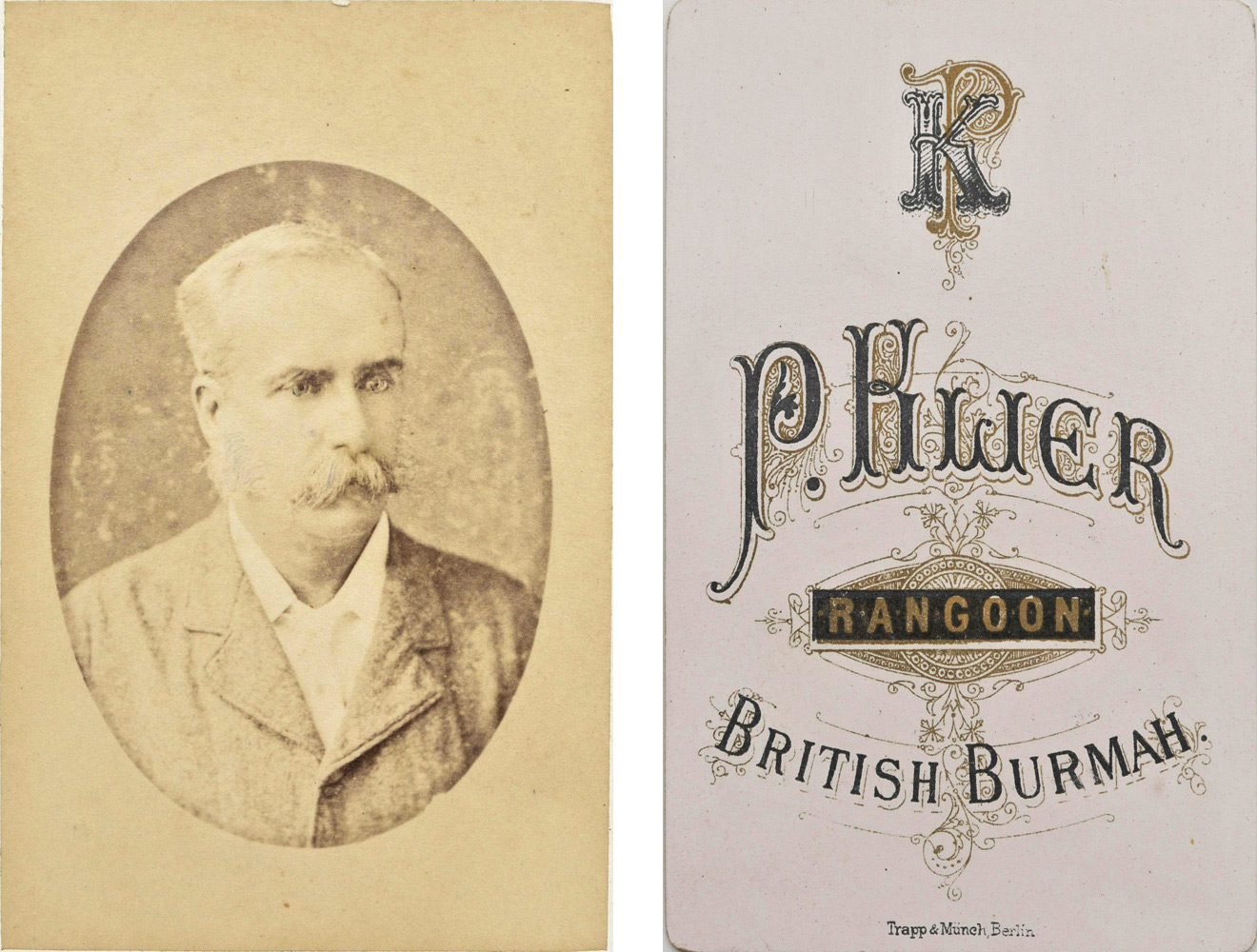
Portrét neznámého muže, Philip Klier, Rangún, Britská Barma

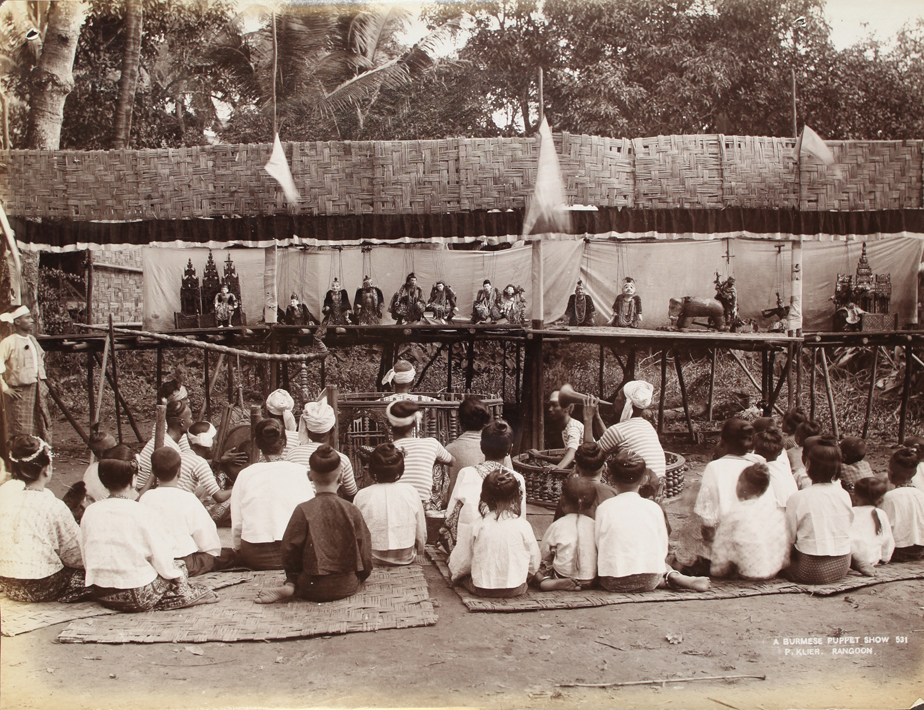
Tradiční barmské loutkové divadlo, 1907

Philip Adolphe Klier (asi 1845, Offenbach am Main, Německá konfederace – 27. března 1911, Rangún, Britská Barma), také známý jako Philip Klier, byl německý fotograf, který přijel do Barmy jako mladý muž kolem roku 1865 a strávil tam zbytek svého života. Klier, který pracoval především jako fotograf samouk a obchodník, pořídil na konci 19. století během britského koloniálního období v Barmě stovky fotografií. Jeho fotografie, pořízené v jeho ateliéru i v exteriéru, byly prodávány jako pohlednice pro zahraniční návštěvníky. Byly publikovány v několika knihách a shromážděny ve veřejných archivech. Mezi malým počtem dalších fotografů je Klier považován za jednoho z prvních profesionálních fotografů v historii dnešního Myanmaru.

## Životopis

### Začátky v Moulmeinu
Po emigraci z Německa se Klier v roce 1865 nejprve usadil v Moulmeinu (nyní Mawlamyine, stát Mon), prvním hlavním městě britské Barmy, a začal pracovat jako hodinář v malé komunitě německých hodinářů, optiků a fotografů. Po získání technických dovedností fotografování v daných klimatických podmínkách si založil svůj první ateliér v Moulmeinu.

### Rozšiřování podnikání v Rangúnu
Po roce 1880 se Klier a jeho rodina přestěhovali do hlavního města Rangúnu, kde působil ze svého studia na adrese Signal Pagoda Rd., kde našel lepší šance na prodej svých fotografií. Zákazníky byli především britští a další zahraniční důstojníci, obchodníci a turisté. Na pět let po roce 1885 Klier dočasně navázal partnerství s J. Jacksonem, zavedeným britským studiovým fotografem, ale poté pokračoval v práci samostatně. Po roce 1906 byly některé Klierovy fotografie zkopírovány firmou D. A. Ahuja, (nebo T. N. Ahuja, Rangún), a někdy prodávány jako ručně kolorované pohlednice.
V roce 1907 P. Klier & Co prodával fotografické potřeby rostoucí poptávce fotografů a inzeroval „největší výběr pohledů na Barmu a obrazových pohlednic“ v adresáři Thacker's Indian Directory. Vydání Thomas Cook &amp; Sons Barma z roku 1908. Informace pro cestovatele přistávající v Rangúnu vytiskly osm z celkem patnácti fotografií od „pánů. P. Klier & Co“, jehož ateliér byl vhodně umístěn v budově vedle cestovní kanceláře Thomase Cooka.

### Portréty a výjevy každodenního života
Široká škála Klierových snímků dokumentuje jeho silný zájem o koloniální britský i barmský život a kulturu. Mnohé z jeho fotografií byly vytištěny jako albuminové tisky, nejoblíbenější fotografická tiskařská technika konce 19. století. Jak se vyvíjely technické možnosti fotografie, měnil se i jeho přístup k prezentaci námětů portrétů : dva rané portréty mladých anglických dam ve stylu kabinetek, pořízených kolem roku 1894 a archivovaných v Národní portrétní galerii v Londýně, nebo portrét neznámého muže archivovaný vedle Klierovy vizitky svědčí o klasickém portrétním stylu konce 90. let 19. století. Jsou v kontrastu s jeho pozdějšími portréty, jako je obrázek barmské dámy na ručně kolorované pohlednici podle originálního albuminového tisku z roku 1907, s rozostřeným pozadím a ostrými detaily její osoby, oblečení nebo šperků v popředí.
Kromě fotografických portrétů Evropanů a scén rušných oblastí Rangúnu Klier také pečlivě zinscenoval a zaznamenal portréty Barmánců v tradičním oděvu, jako je princezna a její následovníci nebo náčelník z knížecích států Shan ve východní Barmě, jak je uvedeno níže. Kromě studiových portrétů pro individuální zákazníky projevil Klier zájem o každodenní pouliční výjevy, například dokumentováním tradičních hudebníků nebo diváků sledujících tehdejší populární barmská loutková představení (Yoke thé). Jiné scény ukazují Barmánce při práci, jako jsou chovatelé slonů při práci u dvora, truhláře při práci se dřevem nebo zemědělce na rýžových člunech převážejících rýži. Klier také pořídil fotografie slavných budov, jako je nejvýznamnější náboženská památka Barmy, Šweitigoumská pagoda nebo Velká mešita v Rangúnu.

## Kritické přijetí
Historik umění Noel Francis Singer ve své knize o dějinách fotografie v Barmě charakterizoval Klierův přístup následovně: „Klier měl oko pro neobvyklé scény a mnoho náboženských budov, které by jiný ignoroval, naštěstí zvěčnil.“ Mnoho Klierových fotografií bylo archivováno a digitalizováno Britskou knihovnou, Národním archivem ve Spojeném království nebo také Smithsonovým institutem a Getty Images ve Spojených státech. Jeho práce byly mimo jiné také publikovány jako součást fotografické sbírky Guimetova muzea asijských umění v Paříži, Etnologického muzea v Berlíně, a v online sbírce Nederlands Photo Muzeum Rotterdam.
V aukci Bonhams v Londýně v roce 2009 bylo album 37 albuminových tisků autora s pohledy a portréty v Barmě prodáno za 1 760 amerických dolarů.

## Galerie

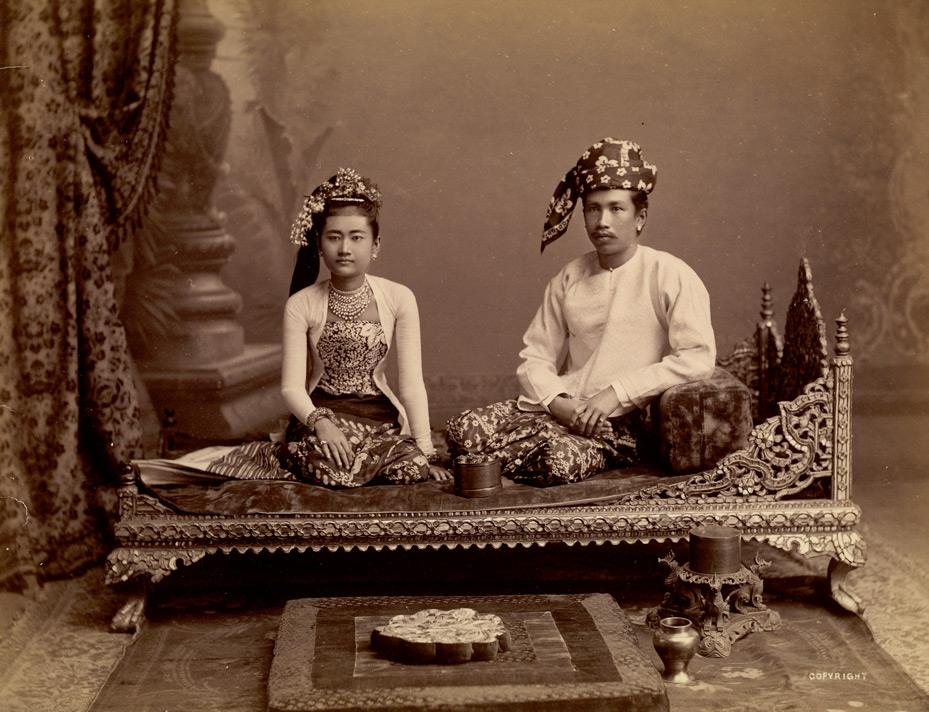
Barmský pár v 90. letech 19. století
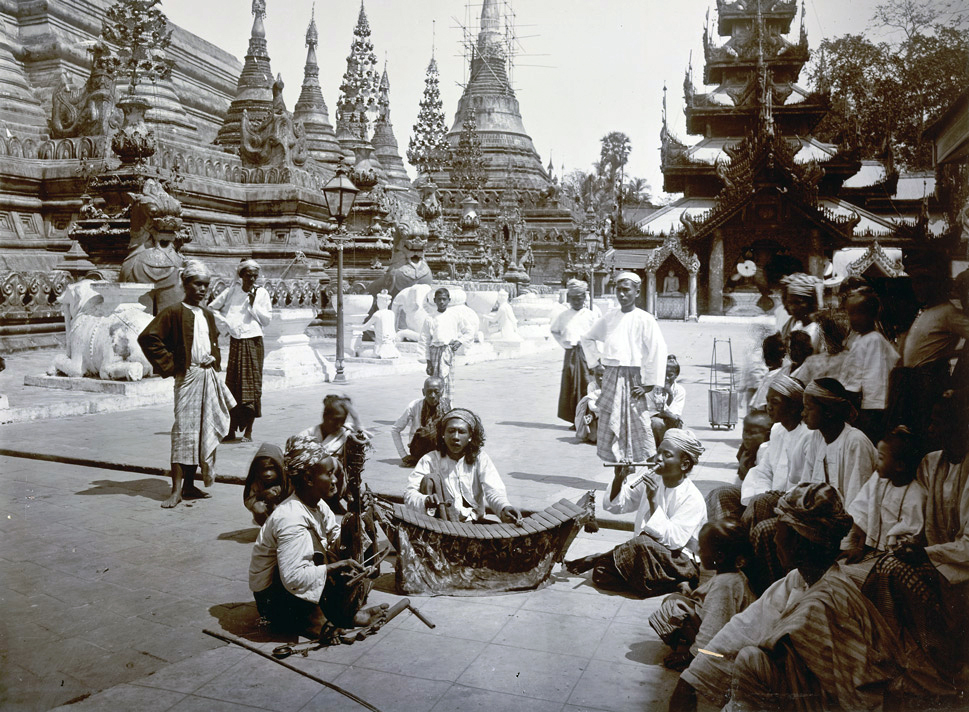
Barmští hudebníci v Šweitigoumské pagodě
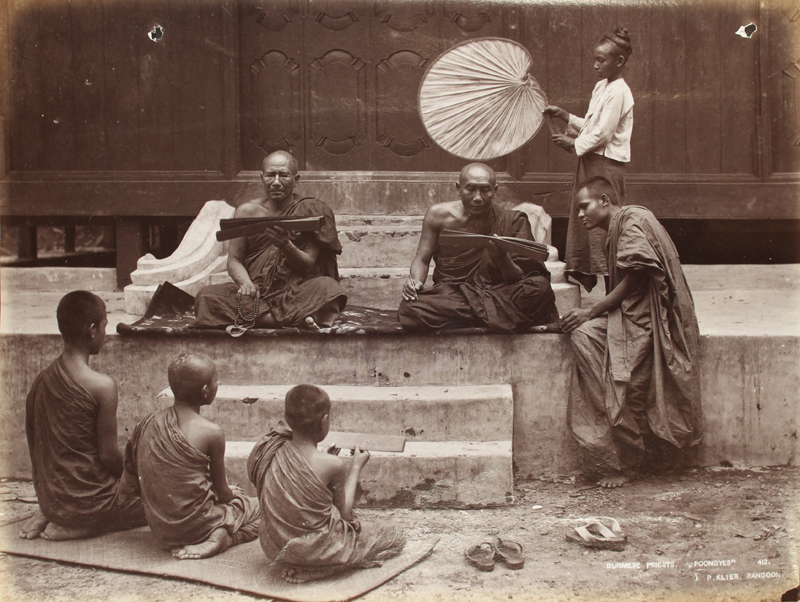
Barmští mniši s novici, 1907
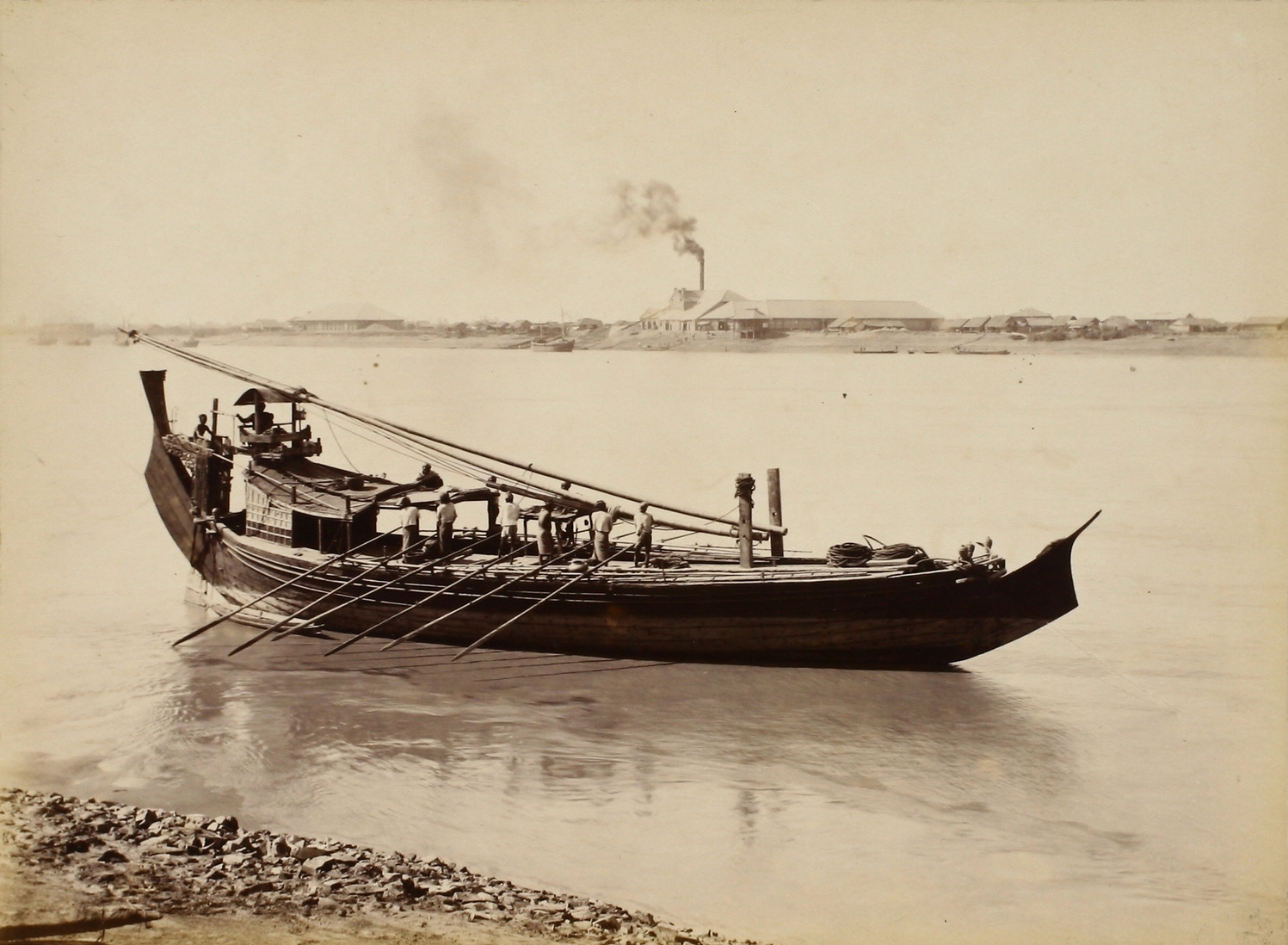
Detail lodi Barmese Paddy, 1907
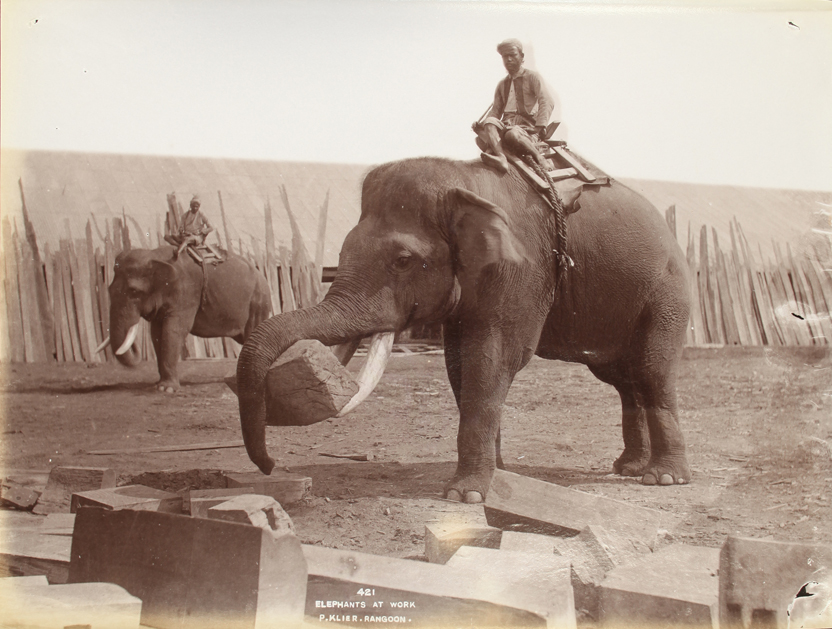
Sloni při práci v Rangúnu, 1907
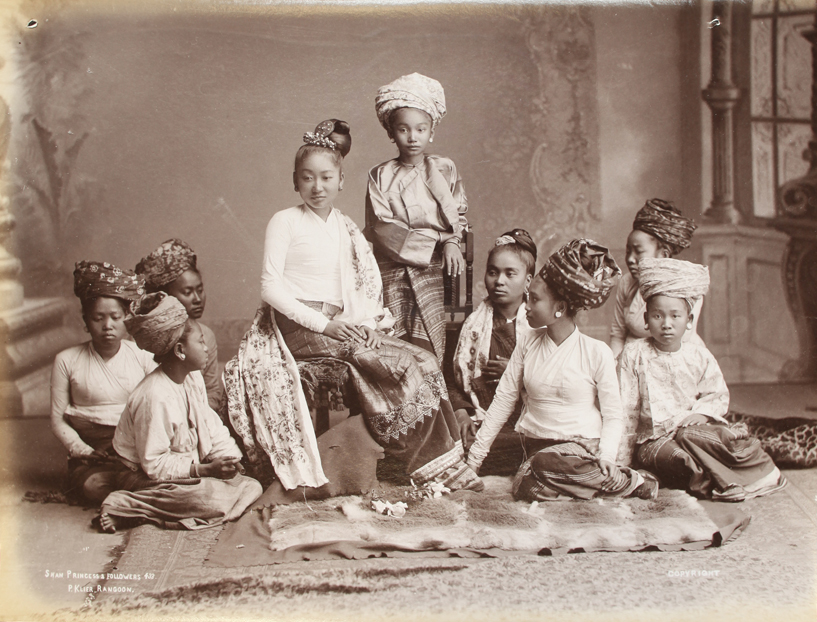
Princezna Šanského státu s následovníky, 1907
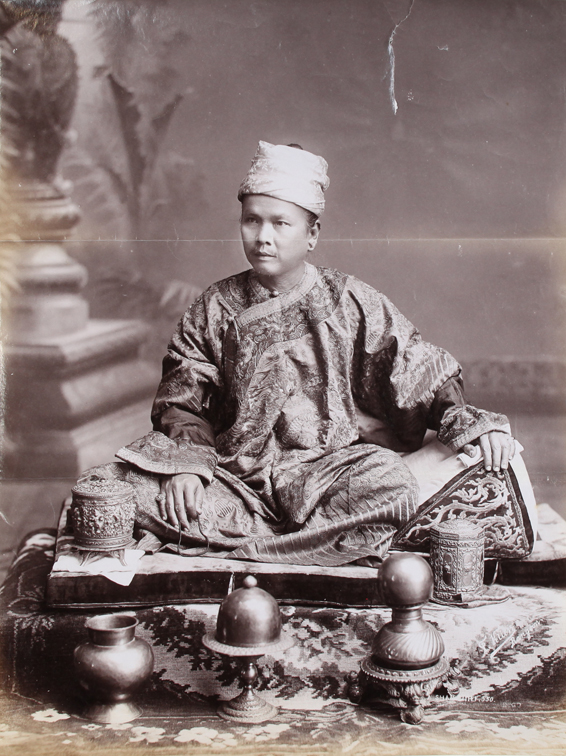
Šanský náčelník sedící na podložce
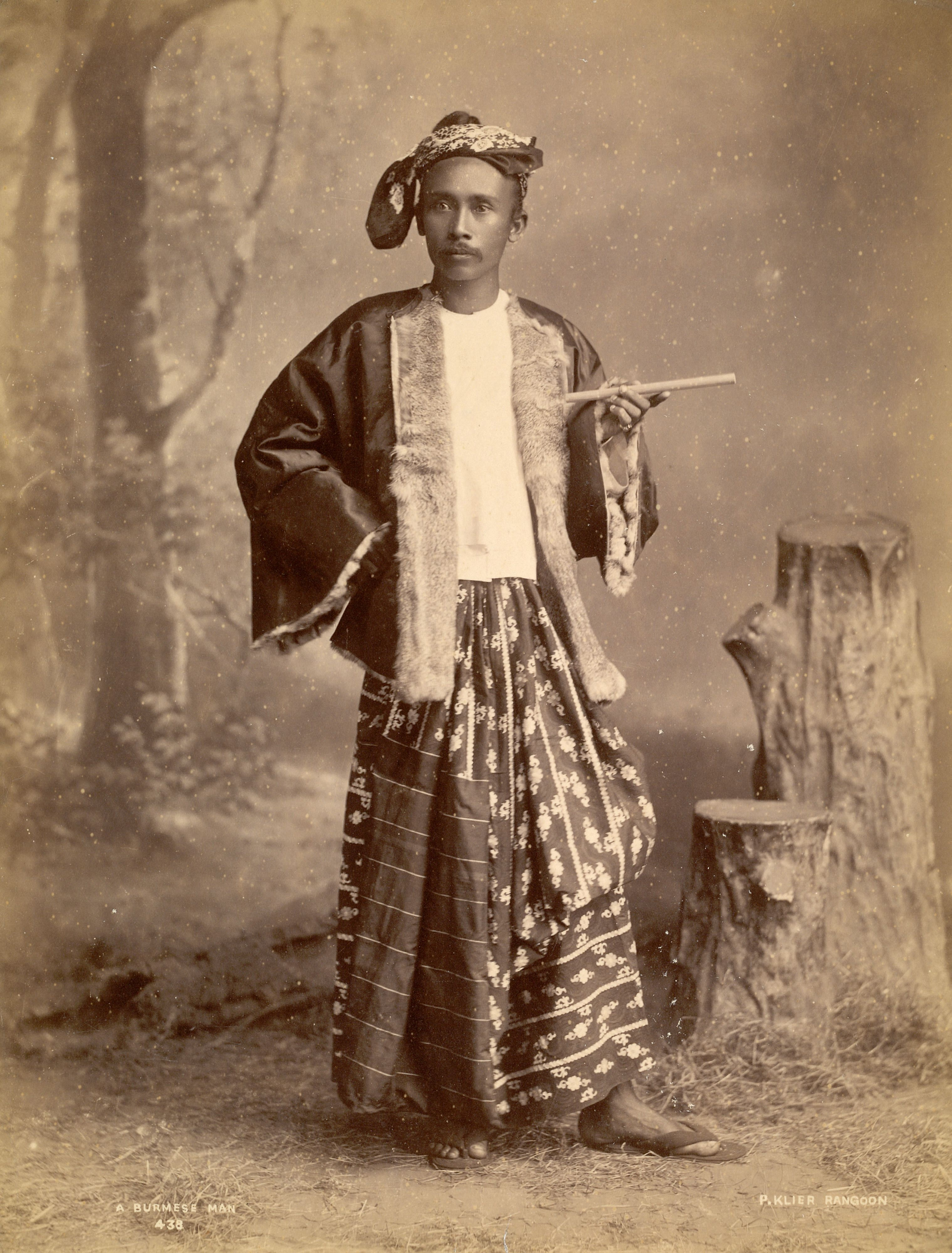
Barmský domorodec
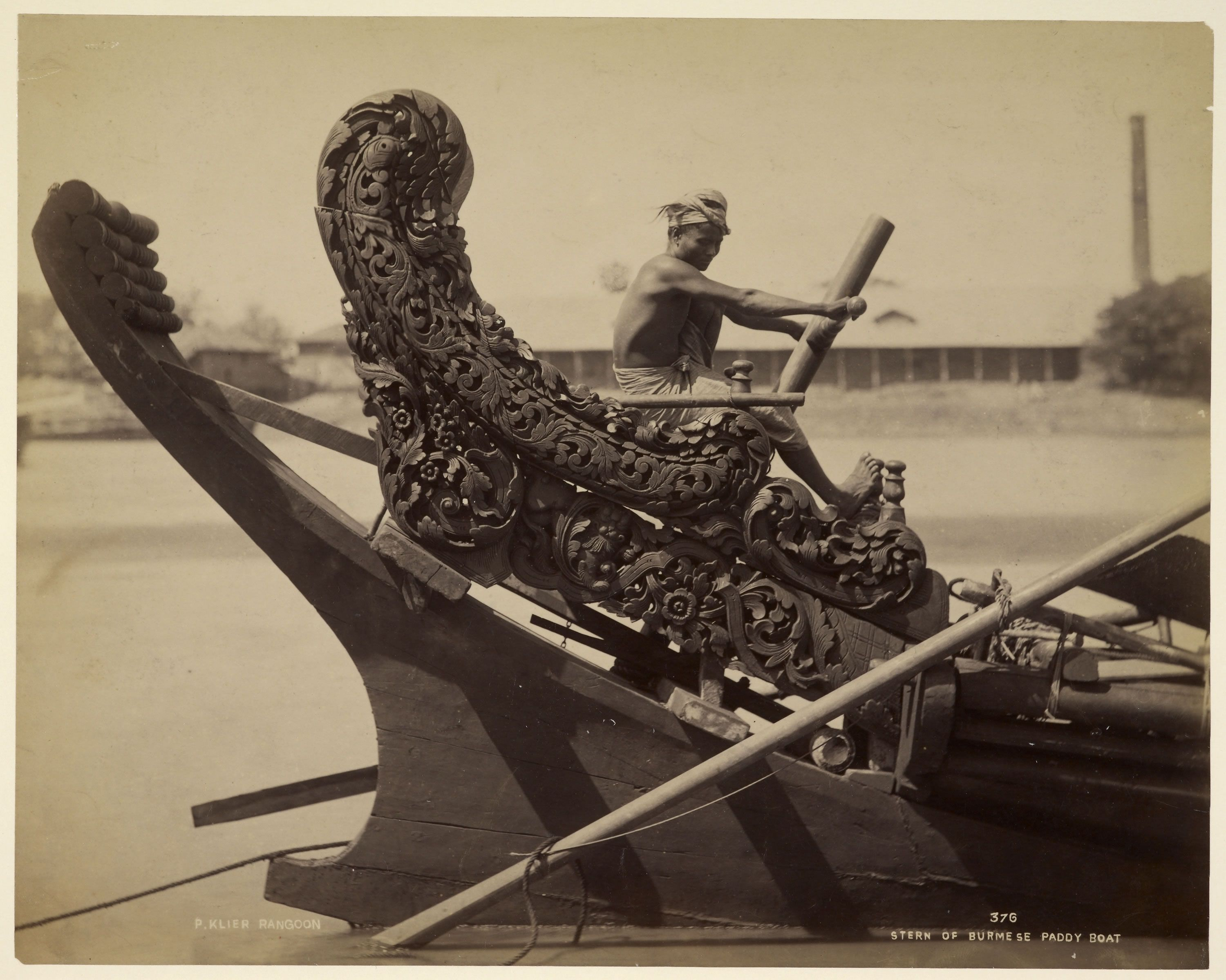
Kormidelník na zádi „laung-zat“ neboli rýžového člunu, Irrawaddy, Barma
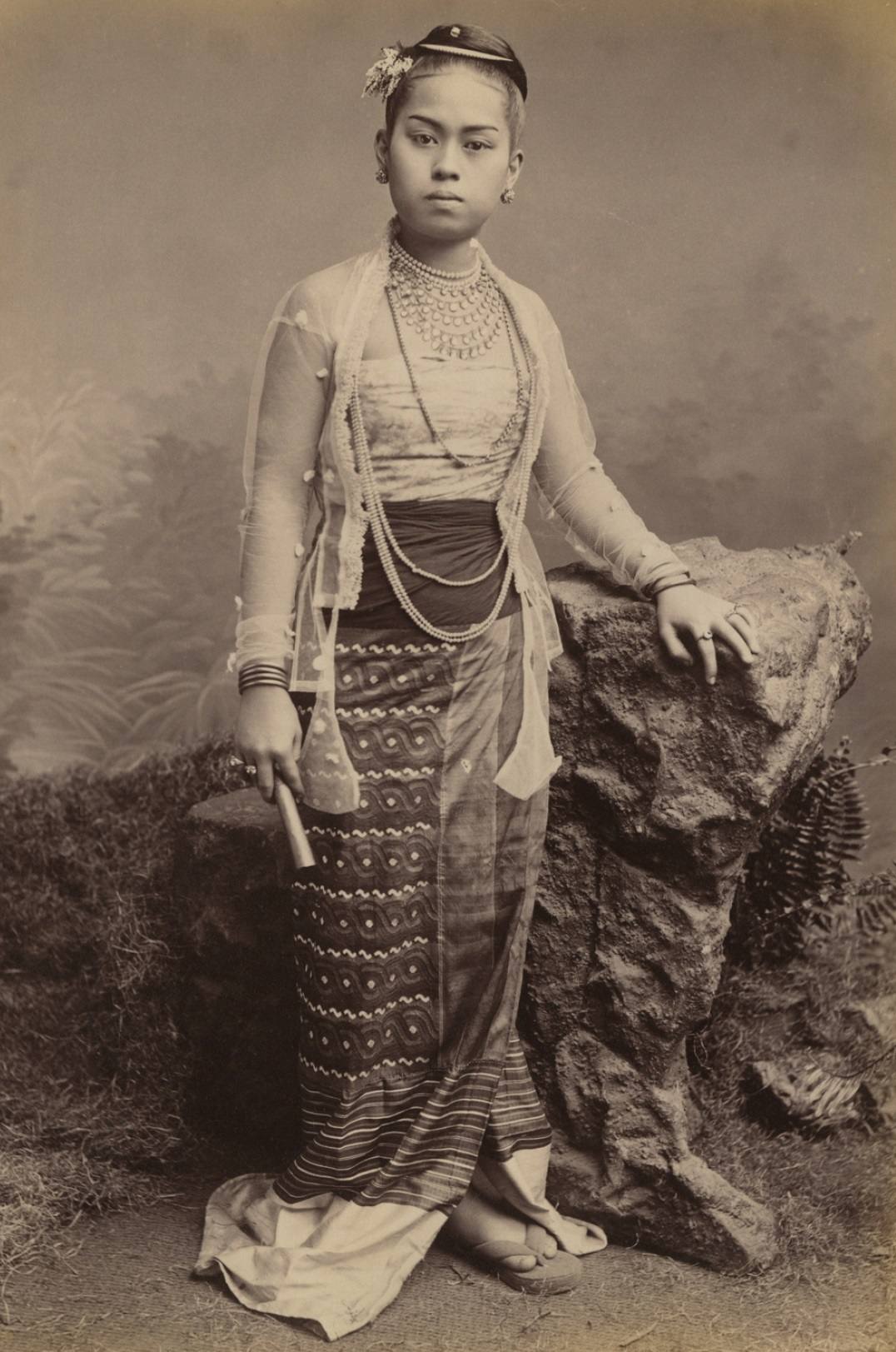
Barmská dívka
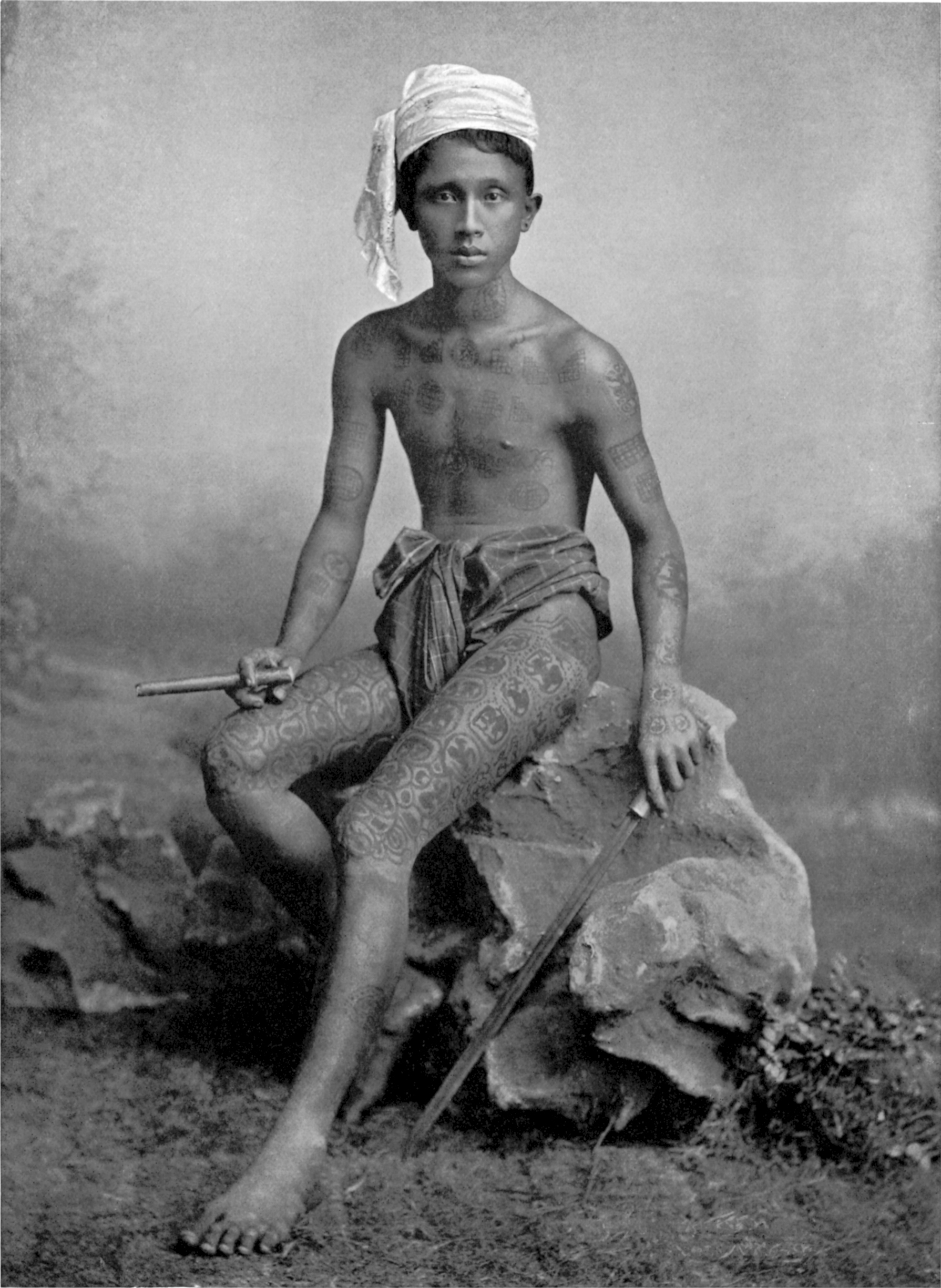
Barmské tetování
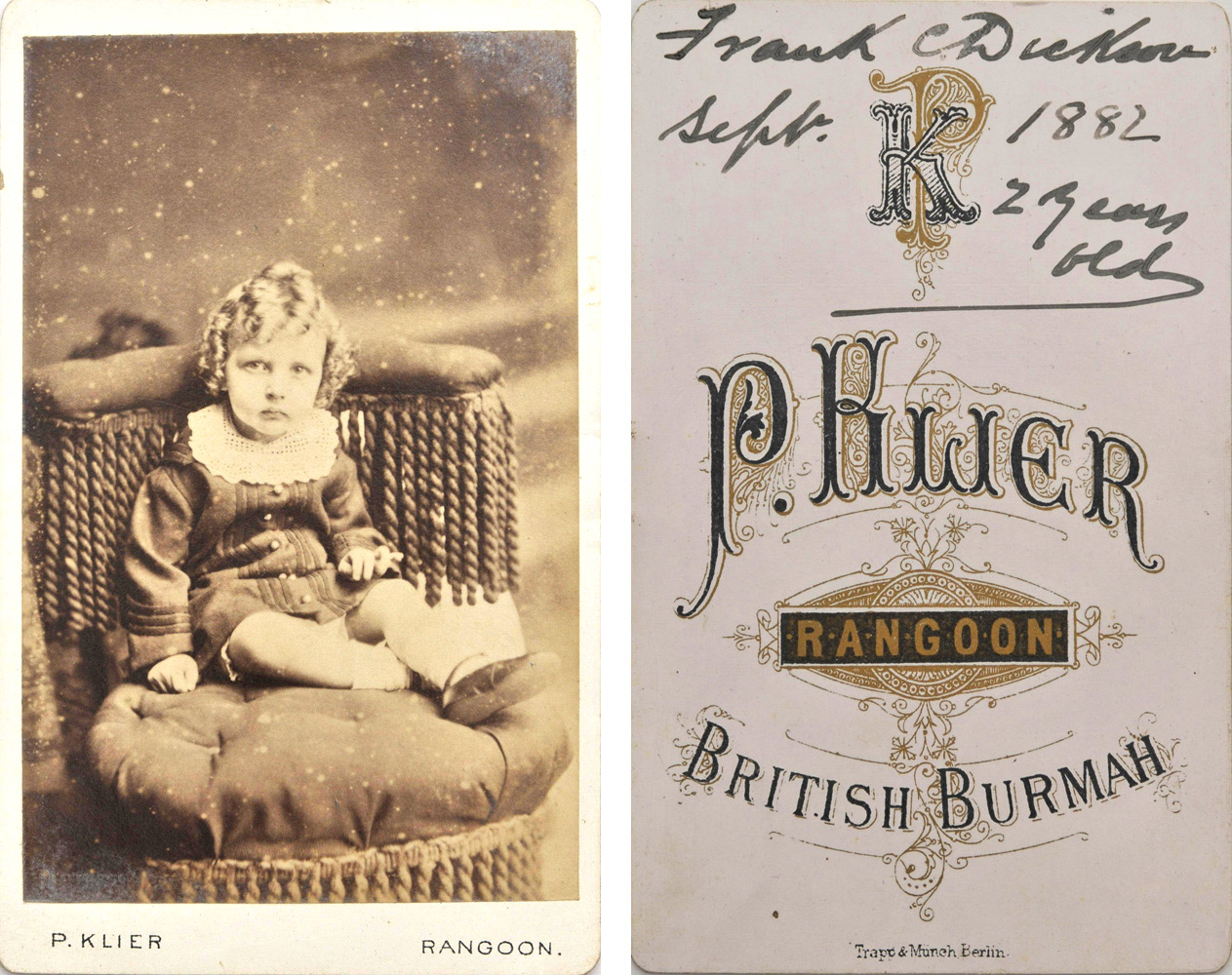
Frank C. Dickson, 2 roky, září 1882, Rangún